# AgustaWestland AW149
L'AgustaWestland AW149 è un elicottero medio costruito da Leonardo (precedentemente dalla AgustaWestland, poi confluita in Leonardo, nome assunto da Finmeccanica dal 2017). Rientra nella classe delle 7-8 tonnellate al decollo ed è destinato esclusivamente al mercato militare. Il 20 giugno 2011 la AgustaWestland ha annunciato l'AW189, una variante civile dell'AW149 operativa dal 2014.

## Generalità
Inizialmente indicato dalla stampa come versione militarizzata dell'AW139, in realtà è di dimensioni e prestazioni superiori, come confermato dal fatto che la versione militare dell'AW139 è stata in seguito designata AW139M.
L'AW149 è certificato per l'utilizzo di due turbine General Electric CT7-2E1 oppure Safran Aneto-1K. L'elicottero si colloca nella categoria delle otto tonnellate, con capacità di trasporto di fino a 18 soldati con protezione in caso di atterraggio forzato ed una vocazione multiruolo sul campo di battaglia, grazie alla rapida riconfigurabilità, all'architettura aperta e alla completa dotazione di sensori, sistemi di comunicazione e di condivisione dati necessari per operare in un ambiente network-centrico.
L'armamento, variabile in base alle configurazioni dell’elicottero, può essere installato all'interno della cabina o come carico esterno. Gli AW149 possono essere dotati di sistemi di osservazione, mitragliatrici laterali brandeggiabili, missili anticarro, razzi guidati/non guidati e sistemi di auto-protezione.

## Storia operativa
L'AW149 è un elicottero destinato esclusivamente al settore militare. A giugno 2022 non risulta in servizio presso nessun corpo delle forze armate italiane.
AgustaWestland ha presentato una versione dell'AW149, designata TUHP149, come candidato per il "Turkish Utility Helicopter Program" (TUHP) per le Forze armate turche. Il programma prevedeva un lotto iniziale composto da 109 elicotteri per valore di $ 4 miliardi, con l'eventuale aggiunta di ordini successivi che avrebbero portato la Turchia ad acquisire 300 apparecchi. Il 21 aprile 2011, il ministro della Difesa turco ha annunciato di avere selezionato per il programma TUHP il Sikorsky S-70i Black Hawk.
L'elicottero è stato certificato per l'impiego operativo dall'Aeronautica Militare italiana al Farnborough Airshow 2014. I primi utilizzatori dell'AW149 sono stati la Thailandia (che ha ricevuto 5 aeromobili a partire dal 2018) e l'Egitto (che nel 2019 ha ordinato 24 AW149).
L'AgustaWestland ha proposto l'apparecchio alle forze armate polacche. L'elicottero era in lizza per la maxi gara indetta dalla Difesa di Varsavia per il rinnovo della flotta delle forze armate locali. In totale le forze armate della Polonia avevano previsto di acquisire 70 apparecchi. I nuovi elicotteri sarebbero stati impiegati in missioni utility e di trasporto, oltre al Combat SAR e operazioni anti sommergibile. Oltre all'aeromobile italo-inglese, in corsa per aggiudicarsi l'appalto c'erano anche l'EC725 Caracal di Airbus Helicopters e il S-70i Black Hawk dell'americana Sikorsky Aircraft Corporation.. In un primo momento, la gara d'appalto venne aggiudicata ad Airbus che poi si vide annullare l'ordine in favore dell'elicottero Sikorsky S-70i Black Hawk.
A giugno 2022 il Ministro della Difesa polacco, Mariusz Blaszczak, ha annunciato la firma di un contratto per la fornitura di elicotteri AW149. Nel dettaglio l'accordo annunciato prevede l'acquisto di 32 AW149 in tre differenti varianti (supporto al combattimento, guerra elettronica-comando e ricognizione), per un valore complessivo di 1,1 miliardi di euro. Il contratto di fornitura con il Ministero della Difesa polacco è stato ufficialmente firmato il 1 luglio 2022, con la consegna del primo apparecchio prevista nel 2023. Inoltre è previsto che gli elicotteri destinati alla Polonia verranno realizzati presso lo stabilimento della PZL-Świdnik, società di proprietà di Leonardo.
Nel 2022 Leonardo ha proposto l'elicottero AW149 al Regno Unito, nell'ambito del programma "New Medium Helicopter" (NMH), lanciato dal Ministero della Difesa inglese per sostituire con un unico apparecchio 4 tipologie di elicotteri medi in servizio presso le forze armate britanniche. Il programma prevede l'acquisizione di almeno 35-45 mezzi per un valore complessivo di 1,6 miliardi di euro.

## Utilizzatori
Egitto
- El Qūwāt El Gawīyä El Maṣrīya

24 AW149 ordinati nel 2019.
 Macedonia del Nord
- Voeno Vozduhoplovstvo i Protivvozdušna Odbrana

4 AW149 selezionati il 22 gennaio 2024, acquistati ufficialmente il 26 marzo successivo.
 Polonia
- Wojska Lądowe

32 AW149 ordinati il 1 luglio 2022, con consegne previste tra il 2023 e il 2029. Primi due esemplari consegnati il 30 ottobre 2023.;
 Thailandia
- Esercito Thailandese

5 AW149 ricevuti a partire dal 2018.;
 Malaysia
- Esercito della Malaysia
- Forza Aerea della Malaysia

fino a 28 elicotteri per compiti Combat SAR e utility. 
 Regno Unito
- Forze Armate britanniche

fino a 44  elicotteri (progetto NMH - New Medium Helicopter)